# ريتشارد دبليو. ستوري
ريتشارد دبليو. ستوري (بالإنجليزية: Richard W. Story)‏ هو محامي وقاضي أمريكي، ولد في 1953 في أوغستا في الولايات المتحدة.